# Набалов, Яков Михайлович
Я́ков Миха́йлович Наба́лов (1822 — 15 мая 1866) — русский архитектор.

## Биография
Получил частное образование.

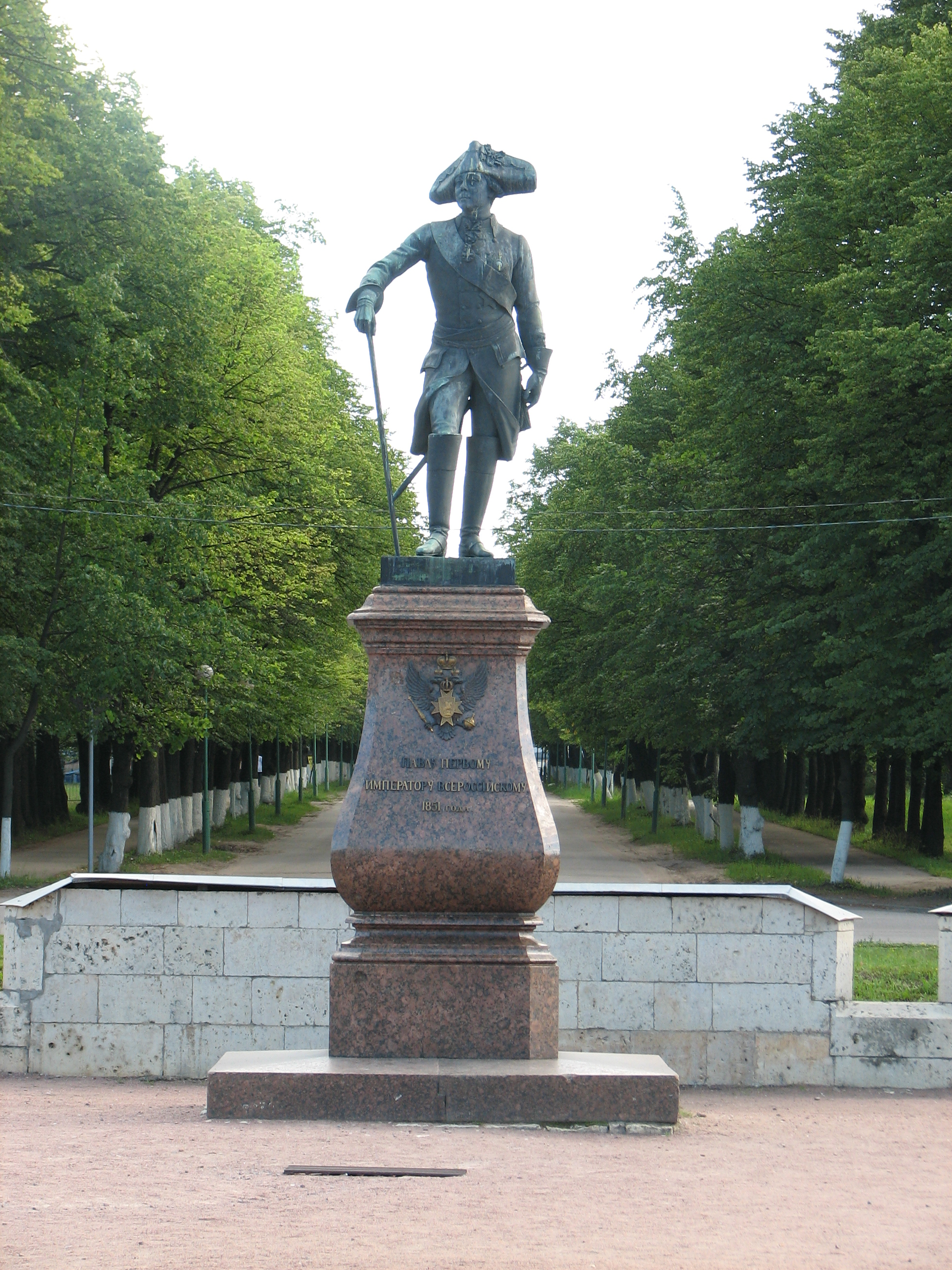
Гатчина. Памятник Павлу I

С 1844 по 1853 год состоял помощником при архитекторе Р. И. Кузьмине. Работал в Петербурге, в Гатчине участвовал в перестройке некоторых зданий императорского дворца, в сооружении каменного собора и памятника императору Павлу I.
В 1851 году Советом Императорской Академии художеств удостоен звания неклассного художника.
В 1853 году по поручению К. А. Тона отправился в Красноярск на строительство обрушившегося городского Богородице-Рождественского собора, возводившегося по проекту К. Тона.
В 1859 году Императорской Академии художеств удостоен звания академик архитектуры за «искусство и познания в архитектурном художестве».

### Работа в Томске
С 1858 по 1860 год вёл наблюдение за предпринятой в это время попыткой достроить Троицкий кафедральный собор в Томске, также возводившийся по проекту К. А. Тона томским архитектором А. П. Деевым и рухнувший в 1850 году. Справиться с этой тяжелой задачей не сумел, что вызвало цепь судебных разбирательств и взаимных обвинений с комитетом по постройке собора. Поведение Набалова во время его пребывания в Томске дало повод подозревать у него психическое расстройство
В 1860 году выполнил проект гостиного двора для Томска.
Часовня Иверской иконы Божьей Матери «Вратодержательницы» в Томске была построена одновременно с Богоявленским собором в 1854 году на средства томского купца С. П. Петрова на месте прежнего деревянного Богоявленского храма. Часовню поставили в память Крымской войны 1853—1856 годов, в которой принимал участие 39-й Томский гвардейский егерский полк. Томская Часовня была построена по образцу одноименной московской (архитектор О. И. Бове), Я. М. Набалов несколько изменил нижний подземный ярус часовни.

## Другие работы

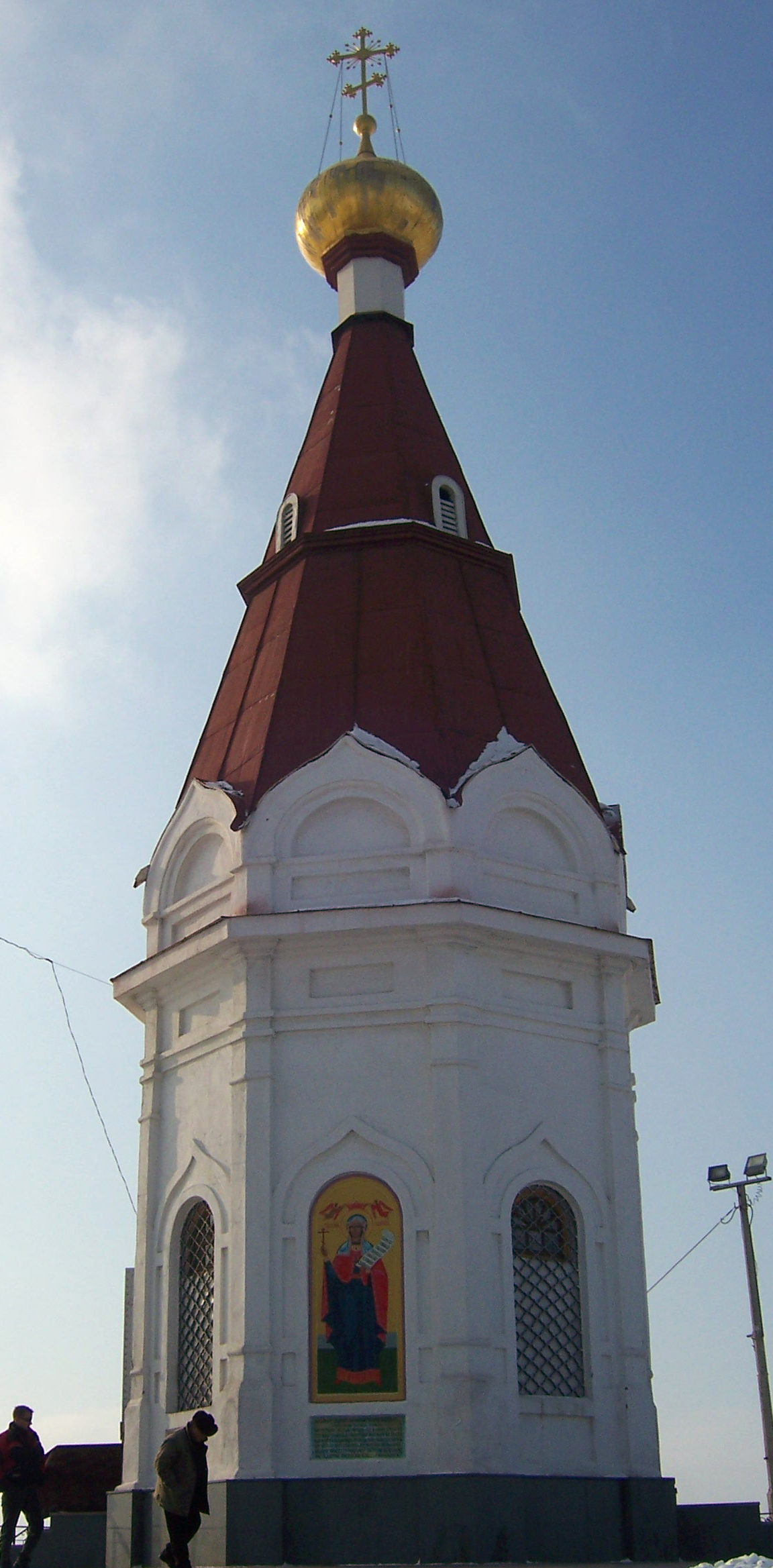
Часовня Параскевы Пятницы в Красноярске

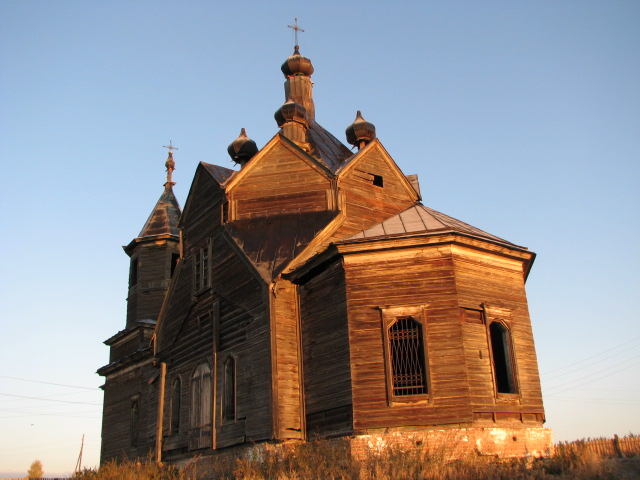
Церковь св. Параскевы в селе Барабаново

Часовня Параскевы Пятницы в Красноярске (1856, в 1996 году при реставрации был изменен внешний облик часовни. Маковка её заменена на значительно больший по размерам золоченый купол, что исказило её пропорции)  2410008000
Церковь Параскевы Пятницы в селе Барабаново (?)